# Премія імені Віктора Тимчука
 Премія імені Віктора Тимчука  — премія, встановлена для заохочення митців до створення краєзнавчих та публіцистичних книг про села Вінницької області.

## Історія
Заснована спільно журналом «Вінницький край», Вінницькою обласною організацією НСПУ та Профспілкою працівників агропромислового комплексу Вінницької області восени 2018 р. на вшанування пам'яті письменника Віктора Тимчука (1936—2018) для відзначення кращих книг літераторів, краєзнавців, журналістів про села Вінницької області. В. Тимчук був редактором серії краєзнавчих книг «Моя Вінниччина», яка фінансується Вінницькою обласною радою та підтримується Вінницькою обласною державною адміністрацією. Початком серії, яка попервах мала назву «Село і люди», стала книга Степана Нешика та Вадима Вітковського «Зелений рай» (2013) про села Мурованокуриловецького району Плоске та Млинівка. Відтоді видано кілька десятків книг про інші села Вінниччини. У її засновників амбітні плани — видати книги про всі понад 1300 населених пунктів області.

Премія є щорічною і вручається на Фестивалі подільських громад.

## Лауреати

### 2018
- Каменюк Михайло Феодосійович за книгу «Івча: доля, історія, люди» (2018).[3]

### 2019
- Любацька Людмила Вікторівна за книгу «Вікно в Пеньківку» (2019);
- Маніленко Петро Васильович та Шевчук Федір Харитонович за книгу «Серединка — тепла крапка на карті України» (2019).[4]

### 2021
- Ревуцький Володимир Артемович за історико-етнографічне дослідження «Сторінки забутої історії».[5]

### 2022
- Гуменюк Борис Іванович за книгу «Роде мій красний, роде мій дужий… Кілька фрагментів із історії двох родин села Підлісний Ялтушків Барського району».[6]

### 2023
- Баламут Світлана Юхимівна за книгу «Тростянець крізь призму часу».[7]